# Мала Крушевица
Мала Крушевица је насеље у Србији у општини Варварин у Расинском округу. Према попису из 2022. било је 189 становника (према попису из 1991. било је 356 становника).

## Историја
До Другог српског устанка Мала Крушевица се налазила у саставу Османског царства. Након Другог српског устанка Мала Крушевица улази у састав Кнежевине Србије и административно је припадала Јагодинској нахији и Темнићској кнежини све до 1834. године када је Србија подељена на сердарства.

## Порекло становништва
Подаци датирају из 1905. године)
- Ово је село насељено у Првом Устанку. Први су досељеници Стојковићи који су се доселили из околине. Славе св. Ђорђа и Ђурђевдан, и иза којих су дошли Дробњаци из околине Београда, а тамо из Старе Херцеговине. Славе св. Ђорђа и Ђурђевдан, и потом Чабрићи који су досељени из околине, а старином су са Косова. Славе св. Илију.

Према пореклу ондашње становништво Мале Крушевице из 1905. године, може се овако распоредити:
- Из околине има 3 породице са 28 куће.
- Косовско-метохијских досељеника има 1 породица са 10 куће.
- Старо-херцеговачких досељеника има 1 породица са 10 куће.
- Из Топлице има 1 породица са 6 куће.
- Породица непознате старине има 4 куће.

## Демографија
У насељу Мала Крушевица живи 273 пунолетна становника, а просечна старост становништва износи 47,0 година (46,1 код мушкараца и 48,1 код жена). У насељу има 84 домаћинства, а просечан број чланова по домаћинству је 3,77.
Ово насеље је готово потпуно насељено Србима (према попису из 2002. године), а у последња три пописа, примећен је пад у броју становника.
|  |

| Демографија | Демографија | Демографија |
| Година      | Становника  | Становника  |
| ----------- | ----------- | ----------- |
| 1948.       | 493         |             |
| 1953.       | 481         |             |
| 1961.       | 454         |             |
| 1971.       | 444         |             |
| 1981.       | 410         |             |
| 1991.       | 356         | 355         |
| 2002.       | 317         | 326         |

| Етнички састав према попису из 2002.‍ | Етнички састав према попису из 2002.‍ | Етнички састав према попису из 2002.‍ | Етнички састав према попису из 2002.‍ | Етнички састав према попису из 2002.‍ |
| ------------------------------------ | ------------------------------------ | ------------------------------------ | ------------------------------------ | ------------------------------------ |
|                                      |                                      |                                      |                                      |                                      |
| Срби                                 | Срби                                 |                                      | 310                                  | 97,79%                               |
| Црногорци                            | Црногорци                            |                                      | 5                                    | 1,57%                                |
| Немци                                | Немци                                |                                      | 1                                    | 0,31%                                |
| непознато                            | непознато                            |                                      | 1                                    | 0,31%                                |

| Мала Крушевица у пописима Јагодинске нахије — од 1818. до 1829.                   |       |       |       |       |       |       |          |       |       |       |       |       |
| Година пописа                                                                     | 1818. | 1819. | 1820. | 1821. | 1822. | 1823. | 1824/25. | 1825. | 1826. | 1827. | 1828. | 1829. |
| Куће                                                                              | 10    | 10    | 11    | 11    | 10    | 10    | 10       | 10    | 10    | 11    | 11    | 11    |
| Пореске главе*                                                                    | -     | 12    | 13    | 12    | 12    | 15    | 14       | 12    | 14    | 12    | 12    | 12    |
| Арачке главе**                                                                    | 31    | 33    | 34    | 34    | 36    | 37    | 38       | 39    | 40    | 38    | 38    | 39    |
| *Пореске главе = Ожењени мушкарци \| ** Арачке главе = Мушкарци од 7 до 70 година |       |       |       |       |       |       |          |       |       |       |       |       |

| Година пописа     | 1948. | 1953. | 1961. | 1971. | 1981. | 1991. | 2002. |
| ----------------- | ----- | ----- | ----- | ----- | ----- | ----- | ----- |
| Број домаћинстава | 93    | 97    | 94    | 98    | 96    | 85    | 84    |

| Број чланова      | 1 | 2  | 3  | 4  | 5 | 6  | 7 | 8 | 9 | 10 и више | Просек |
| ----------------- | - | -- | -- | -- | - | -- | - | - | - | --------- | ------ |
| Број домаћинстава | 8 | 26 | 10 | 10 | 9 | 12 | 4 | 3 | 2 | 0         | 3,77   |

| Пол    | Укупно | Неожењен/Неудата | Ожењен/Удата | Удовац/Удовица | Разведен/Разведена | Непознато |
| ------ | ------ | ---------------- | ------------ | -------------- | ------------------ | --------- |
| Мушки  | 150    | 29               | 105          | 11             | 5                  | 0         |
| Женски | 132    | 13               | 100          | 15             | 1                  | 3         |
| УКУПНО | 282    | 42               | 205          | 26             | 6                  | 3         |

| Пол    | Укупно                    | Пољопривреда, лов и шумарство | Рибарство                            | Вађење руде и камена | Прерађивачка индустрија       |
| ------ | ------------------------- | ----------------------------- | ------------------------------------ | -------------------- | ----------------------------- |
| Мушки  | 80                        | 73                            | 0                                    | 0                    | 2                             |
| Женски | 57                        | 51                            | 0                                    | 0                    | 3                             |
| УКУПНО | 137                       | 124                           | 0                                    | 0                    | 5                             |
| Пол    | Производња и снабдевање   | Грађевинарство                | Трговина                             | Хотели и ресторани   | Саобраћај, складиштење и везе |
| Мушки  | 2                         | 0                             | 0                                    | 1                    | 0                             |
| Женски | 0                         | 0                             | 1                                    | 1                    | 0                             |
| УКУПНО | 2                         | 0                             | 1                                    | 2                    | 0                             |
| Пол    | Финансијско посредовање   | Некретнине                    | Државна управа и одбрана             | Образовање           | Здравствени и социјални рад   |
| Мушки  | 0                         | 0                             | 0                                    | 1                    | 0                             |
| Женски | 0                         | 0                             | 0                                    | 1                    | 0                             |
| УКУПНО | 0                         | 0                             | 0                                    | 2                    | 0                             |
| Пол    | Остале услужне активности | Приватна домаћинства          | Екстериторијалне организације и тела | Непознато            | Непознато                     |
| Мушки  | 1                         | 0                             | 0                                    | 0                    | 0                             |
| Женски | 0                         | 0                             | 0                                    | 0                    | 0                             |
| УКУПНО | 1                         | 0                             | 0                                    | 0                    | 0                             |